# Actinodaphne madraspatana
Actinodaphne madraspatana là loài thực vật có hoa trong họ Nguyệt quế. Loài này được Bedd. ex Hook.f. miêu tả khoa học đầu tiên năm 1886.